# 日暮茶坊
日暮 茶坊（ひぐらし ちゃぼう、1975年7月29日 - ）は、日本の作家、シナリオライター。千葉県出身。二松學舍大学卒業。株式会社エレファンテ代表取締役。日本ゲームシナリオライター協会（JAGSA）理事。
自画像はニワトリの着ぐるみをきた男性。
漫画家の茶坊とは別人である。

## 人物
アスキー・テックサターン編集部にて編集アシスタントを経験後、1997年からフリーライターとしての活動を開始する。1999年『Memories Off』でゲームシナリオライターデビュー。2000年に『Memories Off〜想い出の雫〜』で作家デビューを果たした。
自らシナリオに参加したMemories Offシリーズを中心に、KIDから発売されたギャルゲーのノベライズを多く手がけ、それらは主にファミ通文庫から出版されている。
2004年（平成16年）、初のオリジナル作品『ラブこみっ!めざせ!冬コミ一年生!!』を上梓した。
また『GIRLSブラボー』や『ああっ女神さまっ』、『蒼き鋼のアルペジオ』などアニメの脚本も手がける。
国語の教員免許を有しており、『Memories Off』の案件を受けるきっかけとなった。専門学校の講師をしていた経験もある。

## 主な作品

### 小説・コミック
- JIVE
  - W〜ウィッシュ〜（2005年4月25日） ISBN 4-86176-090-9
  - 少女義経伝（2005年11月7日） ISBN 4-86176-206-5
  - CLANNAD アンソロジーノベル 渚編（ジャイブ）
- BIRZ NOVELS（幻冬舎コミックス）
  - ローゼンメイデン
    - Schwarzer Wind - Die Romane der Rozen Maiden（PEACH-PIT原作・イラスト 2006年11月30日） ISBN 4-344-80731-6
- ファミ通文庫
  - Memories Off
    - メモリーズオフ 〜想い出の雫〜 ISBN 4-7577-0048-2
    - メモリーズオフ 〜アニヴァーサリー〜 ISBN 4-7577-0369-4

  - Memories Off 2nd
    - メモリーズオフ セカンド 〜ミーツアゲイン〜 ISBN 4-7577-0617-0
    - メモリーズオフ セカンド 〜リベレーション〜 ISBN 4-7577-0686-3
    - メモリーズオフ セカンド 〜プレシャスハーツ〜 ISBN 4-7577-0758-4
    - メモリーズオフ セカンド 〜Dear friend〜 ISBN 4-7577-0839-4
    - メモリーズオフ セカンド 〜True face〜 ISBN 4-7577-0899-8
    - メモリーズオフ セカンド 〜Left melody〜 ISBN 4-7577-0990-0
    - メモリーズオフ コンチェルト ISBN 4-7577-1207-3

  - 想い出にかわる君 〜Memories Off〜
    - 想い出にかわる君 〜Memories Off〜 偽りの神様・上 ISBN 4-7577-1243-X
    - 想い出にかわる君 〜Memories Off〜 偽りの神様・下 ISBN 4-7577-1320-7
    - 想い出にかわる君 〜Memories Off〜 灯の街 ISBN 4-7577-1425-4

  - Memories Off 〜それから〜
    - メモリーズオフ〜それから〜 雨の夜に ISBN 4-7577-1936-1
    - メモリーズオフ〜それから〜 Tea Party ISBN 4-7577-2005-X
    - メモリーズオフ〜それから〜 桜花乃交 ISBN 4-7577-2058-0

  - Memories Off After Rain
    - メモリーズオフ アフターレイン vol.1 折鶴 ISBN 4-7577-2194-3
    - メモリーズオフ アフターレイン vol.2 想演 ISBN 4-7577-2203-6
    - メモリーズオフ アフターレイン vol.3 卒業 ISBN 4-7577-2310-5

  - Memories Off #5 とぎれたフィルム
    - メモリーズオフ#5　とぎれたフィルム 〜last preview〜 ISBN 4-7577-2512-4
    - メモリーズオフ#5　とぎれたフィルム 〜distance〜 ISBN 4-7577-2557-4

  - Memories Off 〜それから again〜
    - メモリーズオフ〜それから again〜 ISBN 4-7577-2803-4

  - キミキス
    - キミキス①（2006年7月14日）ISBN 4-7577-2833-6
    - キミキス②（2006年9月11日）ISBN 4-7577-2871-9

  - Close to 〜祈りの丘 ISBN 4-7577-0471-2
  - EVER17 ISBN 4757711581
  - ラブこみっ! めざせ! 冬コミ一年生!! ISBN 4-7577-1791-1
- 芳文社KR文庫
  - ひだまりスケッチノベル（蒼樹うめ原作・イラスト）
    - ようこそひだまり荘へ ISBN 4-8322-0251-0
    - ひだまりSchool Life ISBN 978-4-8322-0257-3
- KKベストセラーズ
  - 蒼き鋼のアルペジオ -アルス・ノヴァ-（Ark Performance原作）
    - 横須賀出航（2014年7月23日）ISBN 978-4-584-13576-1
    - それぞれの航路（2014年10月24日）ISBN 978-4-584-13597-6
- エンターブレイン
  - Dear My Vol.5 メモリーズオフ セカンド 〜プレリュード〜
  - 想い出にかわる君ビジュアルファンブック 短編「Fast side」
- ぴーえすおー（PSOファンブック）巻末短編小説「tears」（ソフトバンク）
- キャシャーンR（『チャンピオンRED』（秋田書店）2023年11月号 - ）原作担当、作画：士貴智志

### アニメ脚本
2004年
- GIRLSブラボー first season / 第8・11話

2005年
- GIRLSブラボー second season / 第5・6話
- ああっ女神さまっ / 第5・8・11・15・19・22話

2006年
- ああっ女神さまっ それぞれの翼 / 第3話

2007年
- 瀬戸の花嫁
- School Days

2008年
- あかね色に染まる坂

2013年
- 蒼き鋼のアルペジオ -アルス・ノヴァ-

2014年
- ディーふらぐ!

2015年
- うたわれるもの 偽りの仮面

2016年
- CHEATING CRAFT

2017年
- 大正メビウスライン ちっちゃいさん

2019年
- 超可動ガール1/6（シリーズ構成）

2020年
- 球詠

2021年
- 出会って5秒でバトル

2022年
- 賢者の弟子を名乗る賢者
- 農民関連のスキルばっか上げてたら何故か強くなった。

2023年
- 異世界ワンターンキル姉さん 〜姉同伴の異世界生活はじめました〜
- てんぷる
- はめつのおうこく

2024年
- HIGHSPEED Étoile
- 魔王軍最強の魔術師は人間だった

2025年
- 無職の英雄 別にスキルなんか要らなかったんだが（シリーズ構成・脚本）

### ドラマCD
2004年
- 「ぱにぽに」世界最後の授業　ベッキー危機一髪編

2008年
- メタルスレイダーグローリー
- シャイニング・フォース イクサ　ドラマCD
- Memories Off 外伝 信と亨のミッドナイトカーニバル in ルサック桜峰店

2010年
- 世界樹の迷宮III 絶海の優姫　ドラマCD

2011年
- 碧海のAiONドラマCD

2012年
- ラノベ王子☆聖也

2013年
- 蒼き鋼のアルペジオ　-アルスノヴァ-ヤングキングアワーズ2月号 付録ドラマＣＤ
- 世界樹の迷宮IV 伝承の巨神 ～囚われの巫女と三姉弟～
- デンキ街の本屋さんドラマCD〜うまのほねの人々〜　第1、3、4話
- 広橋涼と富樫美鈴の日本を元気にするCD チャチャラジ feat.日本子チャチャチャ

2014年
- ディーふらぐ! アニメ版ドラマCD ギチギチなふたり!?
- ディーふらぐ! アニメ版ドラマCD 魔導村オンライン

2015年
- 篠崎さん気をオタしかに！ ドラマCD「ピュアピュアな休日」

2016年
- 賢者の弟子を名乗る賢者5限定版ドラマCD

2017年
- 賢者の弟子を名乗る賢者7限定版ドラマCD
- ドラマCD 桜龍

### ゲーム（シナリオ執筆、もしくは一部シナリオ執筆）
1999年
- Memories Off / 双海詩音編

2000年
- infinity / 樋口遥後篇

2001年
- Close to 〜祈りの丘〜 / 汐見翔子編
- flutter of birds 〜鳥達の羽ばたき〜 / 南田白風編
- Memories Off 2nd / 寿々奈鷹乃編

2003年
- 想いのかけら-Close to-

2004年
- Monochrome / 雛水・花織シナリオ

2008年
- メモリーズオフ6 〜T-wave〜

2009年
- メモリーズオフ6 Next Relation

2011年
- code_18

2012年
- 暁の護衛トリニティ
- コープスパーティー -THE ANTHOLOGY- サチコの恋愛遊戯♥Hysteric Birthday 2U
- ペルソナ4 ジ・アルティメット イン マヨナカアリーナ
- 車輪の国、向日葵の少女　PSP版

2014年
- 英雄＊戦姫　Vita版

2015年
- うたわれるもの偽りの仮面
- To LOVEる-とらぶる- ダークネス トゥループリンセス

2016年
- うたわれるもの2人の白皇
- サマーレッスン：宮本ひかり セブンデイズルーム

2017年
- おそ松さん THE GAME はちゃめちゃ就職アドバイス -デッド オア ワーク-
- サマーレッスン：アリソン・スノウ 七日間の庭
- BLUE REFLECTION 幻に舞う少女の剣

### ゲームアプリ（シナリオ執筆、もしくは一部シナリオ執筆）
2011年
- アイドルマスター シンデレラガールズ

2012年
- ガールフレンド（仮）

2014年
- ファントムオブキル

2016年
- 誰ガ為のアルケミスト

2017年
- To LOVEる-とらぶる- ダークネス グラビアチャンス

※ゲーム配信開始年度で記載

### アダルトゲーム（一部シナリオ執筆）
- se・きらら（2010年）